# Polizeiruf 110: Der Pferdemörder
Der Pferdemörder ist ein deutscher Kriminalfilm von Matti Geschonneck aus dem Jahr 1996. Es ist die 179. Folge innerhalb der Filmreihe Polizeiruf 110 und der erste Fall für die halleschen Kommissare Schmücke und Schneider, verkörpert von Jaecki Schwarz und Wolfgang Winkler. Die Haupt-Gastrollen dieser ersten Folge aus Halle sind besetzt mit Renate Geißler, Marita Böhme, Eduard Burza und Christian Näthe.

## Handlung
Seit einigen Wochen gibt es immer wieder Anschläge eines Pferdemörders, der zwischen Halle und dem Harz Tiere tötet. Zuerst betäubt er die Pferde mit einem Bolzenschussgerät und schneidet ihnen dann mit einem Messer die Halsschlagader durch. Kriminalhauptkommissar Herbert Schmücke soll die Ermittlungen aufnehmen und begibt sich in die Harzgemeinde Bingerode, wo die letzten schwerwiegenden Tötungen vorkamen. Er trifft dort auf seinen alten Bekannten von der Polizeischule Aschersleben Herbert Schneider.
Schon in der nächsten Nacht schlägt der Pferdemörder, der zuvor ein Pferd der Opernregisseurin Edith Reger getötet hatte, erneut zu. Diesmal tötet er ein Reitpferd auf der Koppel von Bauer Manfred Löffler. Seine beiden Söhne Jacob und Peter trifft das besonders hart, denn sie planen, aus dem väterlichen Bauernhof eine Pferdepension zu machen. Das Pferd gehörte zudem Kurt Glaser, der gerade erst vier Pferde gekauft und sie den Löfflers in Pflege gegeben hatte. Manfred Löffler ist seit dieser Nacht verschwunden. In seinem Motorrad mit Beiwagen findet die Kriminaltechnikerin Blut und ein Bolzenschussgerät. Für Schneider spricht dies alles gegen Löffler. Der stets betrunkene Bauer war als mürrisch und zanksüchtig bekannt. Auch seine eigene Familie hat er mit seinen Launen nicht verschont. So gefiel es ihm nicht, dass Kurt Glaser seine Pferde in seinem Stall einstellte. Für ihn war dieser Mann ein Krake, der seine Fangarme nach allem ausstreckte und auch seinen Hof nur zu gern hätte aufkaufen wollen.
Inzwischen ist kriminaltechnisch nachgewiesen, dass aus dem gefundenen Bolzenschussgerät auf das Pferd geschossen wurde, das Blut jedoch von Löffler selbst stammt. Schmücke vermutet, dass er bei seinem Tun auf der Weide beobachtet und ermordet wurde. Bei ihrer Suche nach dem Täter müssen die Kommissare berücksichtigen, dass mehr als die Hälfte der Dorfbewohner in Betracht käme, denn kaum jemand mochte Löffler. Am Ende konzentrieren sich die Ermittlungen auf Löfflers Familie, die ebenfalls Ermittlungen anstellt. Der Totengräber Rudi Winter wird bei einer nächtlichen Aktion durch die Bürgerwehr des Ortes durch einen Schuss verletzt. Dann erhalten Peter und Jacob Löffler einen Erpresserbrief. Sie vermuten, dass Glaser etwas damit zu tun haben könnte. Gegen den Willen seines Bruders zeigt Jacob Löffler das Erpresserschreiben Schneider, der mit Schmücke darüber spricht. Es kommt zu einer Hausdurchsuchung bei den Löfflers, da man die Leiche von Manfred Löffler auf dem Grundstück vermutet. Nachdem man dort nichts findet, kommen die Kommissare in einem Gespräch auf die Idee, dass Winter der Erpresser sein und dass sich die Leiche von Manfred Löffler in einem vor kurzem ausgehobenen Grab befinden könnte. In ihrer Angst, dass Löfflers Söhne Winter etwas antun könnten, wendet sich Gisela Löffler an Schmücke und Schneider. Sie gesteht, ihren Mann auf frischer Tat ertappt und ihn vor Wut mit dessen eigenem Messer erstochen zu haben. Winter habe ihr geholfen, die Leiche zu verstecken, und sie dann in das gerade frisch ausgehobene Grab versenkt.
Aufgrund der guten Zusammenarbeit zwischen Schmücke und Schneider sowie Personalmangels bei der Hallenser Kriminalpolizei soll Herbert Schneider zukünftig in Halle mit Schmücke zusammenarbeiten.

## Produktion
Die Saxonia Media Filmproduktion produzierte die Polizeiruffolge Der Pferdemörder im Auftrag des MDR. Die Dreharbeiten, die sich über den Zeitraum 1. September bis 1. November 1995 erstreckten, erfolgten in der Oper Leipzig, in Wernigerode, Benzingerode, Schauener Pferdehof und Halle.

## Kritik
Die Kritiker der Fernsehzeitschrift TV Spielfilm vergaben die bestmögliche Wertung (Daumen nach oben) und nannten die erste Polizeiruffolge mit Schmücke und Schneider ein „feines Debüt als schrulliges ‚Polizeiruf‘-Ermittler Duo“ und einen „Dorfkrimi mit überraschenden Wendungen“ beziehungsweise „vielen spannenden Wendungen“.